# Marija Diłaj
Marija Mychajliwna Diłaj (ukr. Марія Михайлівна Ділай; ur. 7 kwietnia 1980 w Tarnopolu) – ukraińska malarka, designerka i działaczka społeczna.

## Biografia
Ukończyła Szkołę Średnią nr 27 w Tarnopolu, Tarnopolskie Kolegium Spółdzielcze (2001, obecnie Spółdzielcze Kolegium Handlowo-Ekonomiczne, specjalność – artysta i projektant), Kijowski Instytut Reklamy (2004), Międzynarodowy Uniwersytet Rozwoju Człowieka „Ukraina” (2014, specjalność – sztuka i projektowanie środowiska architektonicznego). Pracowała jako wykładowca na Wydziale Malarstwa i Rysunku w Kolegium Międzynarodowego Uniwersytetu „Ukraina” oraz w prywatnej szkole rozwoju dzieci „Klasyky”.
Mieszkała w Maladze (Hiszpania). Wypowiada się przeciwko przemocy psychicznej i fizycznej w rodzinie i porusza te tematy w swoich pracach.

## Twórczość
Pracowała w studio z artystą Iwanem Marczukiem.
Miała wystawy indywidualne w Tarnopolu (2009, 2011, 2014, 2020, 2021), Maladze (2019, Hiszpania).
Stworzyła galerię portretów znanych osobistości: Bohdana Melnyczuka, Wiktora Pawłyka, Dmytro Wyszniewieckiego, Ihora Gerety, Ihora Mamusa, Ihora Pelycha, Iwana Puluja, Iwana Franki, Johanna Georga Pinsela, Łesi Ukrainki, Łesia Kurbasa, Mu’ammara al-Kaddafiego (jedyny jego portret, który tajemniczo zaginął), Romana Szuchewycza, Sołomiji Kruszelnyćkiej, Serhija Łazo i innych. Namalowała kilka cerkwi i zamków w obwodzie tarnopolskim.
W 2018 r. namalowała obraz przedstawiający kobietę w masce, który serwis Znaj.ua uznał za "proroczy".
Jej prace były publikowane w wydawnictwach „Żinka Ukrainy”, „Zołota Pektorał”, w katalogu prac przyjaciół artystki Iwana Marczuka. Niektóre obrazy artystki znajdują się w prywatnych kolekcjach w USA, Polsce, Wielkiej Brytanii, Francji, Kanadzie i Hiszpanii.
Pracuje w gatunku klasycznego portretu akademickiego.